# Guadarrama (rivier)
De Guadarrama is een 131,8 km lange zijrivier van de Taag in Spanje en heeft een stroomgebied van 1708 km². Hij stroomt door de regio Madrid en door de provoncie Toledo in de regio Castilië-La Mancha.

## Verloop

### Bovenloop
De bron van de Guadarrama ligt op 1900 m hoogte, 850 m van de 2138m hoge Siete Picos die op de zuidelijke uitlopers van de Sierra de Guadarrama ligt aan de grens van de Madrileense gemeenten Cercedilla en Navacerrada. De Guadarrama stroomt in het begin zuidelijke richting via Cercedilla, na samenvloeiing met de La Venta, door de gemeenten Los Molinos en Guadarrama. Daarna stroomt hij zuidoostwaarts door de gemeente Collada Villalba en komt daar samen met de Arroyo de La Poveda die in de Cerro Cañal ontspringt.

### Middenloop

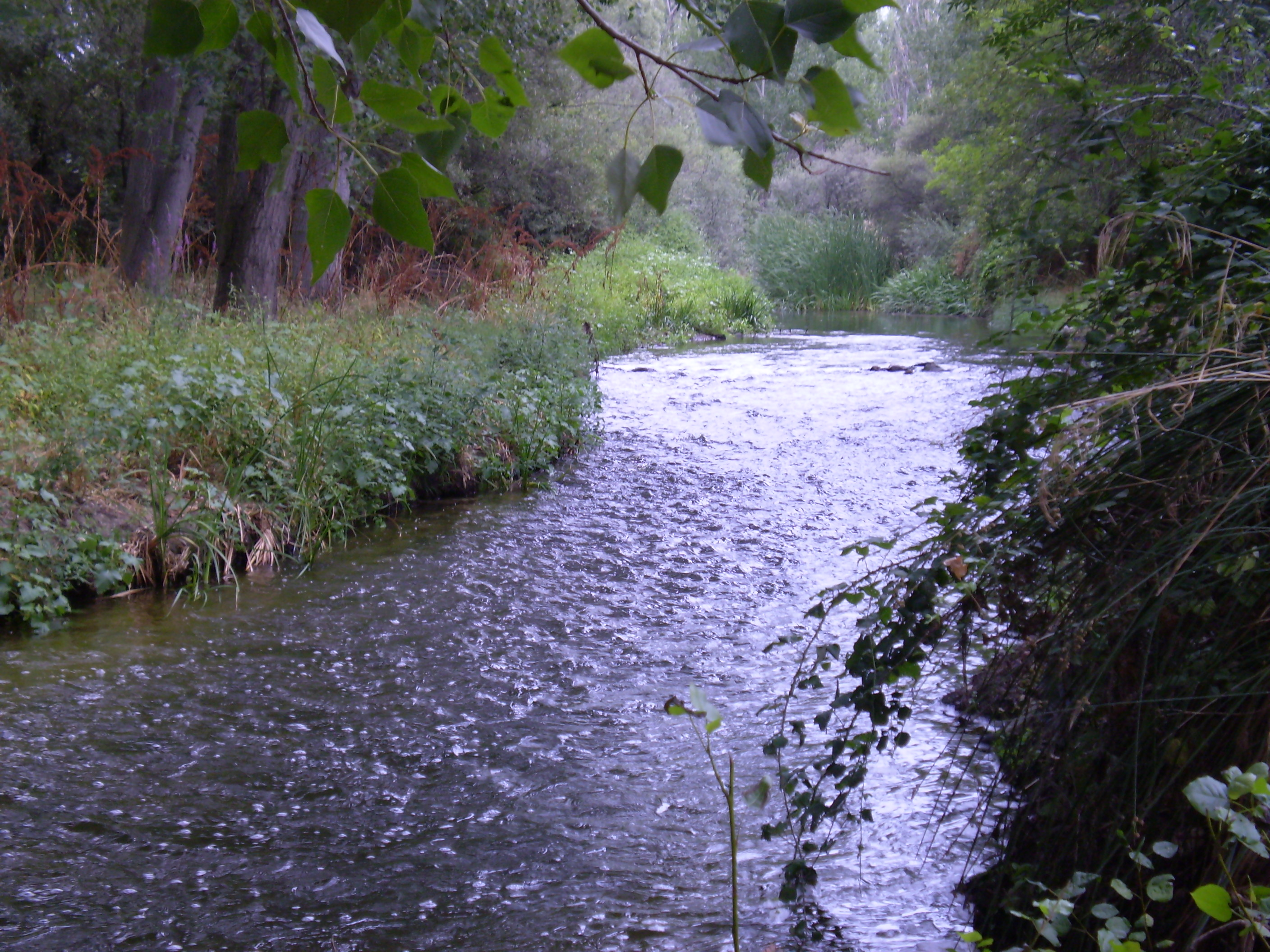
De Guadarrama in het recreatiegebied Virgen del Retamar in Las Rozas de Madrid

De gemeente Galapagar is zijn volgende doel. Hier ligt langs de rivier de Spoorweg Madrid-Ávila-Segovia tot aan het stuwmeer Las Nieves. Zijn volgende zijrivier is de Arroyo de Peregrinos, die ontspringt in de Sierra del Hoyo de Manzanares. Vier Kilometer na het stuwmeer ligt de Brug van Alcanzorla uit het jaar 1236 gevolgd door de Puente Nuevo (nieuwe brug) die Filips II van Spanje in 1583 hier liet bouwen. Nadat de rivier de bruggen achter zich heeft gelaten kruist hij de grens met Torrelodones waar de Arroyo de La Nava en de Arroyo de La Torre instromen. De Guadarrama stroomt nu langs de ruïnes van de Gasco-Talsperre uit de 18e eeuw. Daarna bereikt hij zijn oostelijkste puntje, belemmerd door de natuurlijke hindernis Falla de Torrelodones. Verder stroomt hij door de gemeente Las Rozas de Madrid het stuwmeer Molino de la Hoz in. Verderop gaat hij door Villanueva del Pardillo, Majadahonda, Boadilla del Monte, Villanueva de la Cañada, Brunete, Villaviciosa de Odón, Móstoles en Villaviciosa de Odón. In deze gemeenten verandert het watervolume aanzienlijk doordat de zijrivier Río Aulencia instroomt.

### Benedenloop
De Guadarrama mondt bij Toledo uit in de Taag.
- Biblioteca Nacional de España: XX5259513